# Emil Pfersche
Emil Pfersche (18. prosince 1854 Prešpurk – 11. března 1916 Praha) byl rakouský právník, vysokoškolský pedagog a politik německé národnosti, na konci 19. století poslanec Říšské rady.

## Biografie
Vystudoval práva na univerzitě ve Štýrském Hradci a na Vídeňské univerzitě. Roku 1878 získal ve Vídni titul doktora práv. Dále se pak vzdělával studiem na univerzitách v Lipsku, Göttingenu a Berlíně. V roce 1880 se stal privátním docentem římského práva na univerzitě ve Štýrském Hradci a roku 1889 mimořádným profesorem. V roce 1891 se stal mimořádným profesorem na univerzitě ve Štýrském Hradci i v oboru rakouského práva a roku 1893 mimořádným profesorem pro římské právo a rakouské právo na německé univerzitě v Praze, kde byl následovníkem Gustava Hanauska. Roku 1895 se zde stal řádným profesorem. V období let 1906/1907 byl rektorem německé univerzity v Praze a v letech 1900/1901 a 1909/1910 děkanem její právnické fakulty. Je autorem řady odborných studií a knih.
Zapojil se i do veřejného a politického života. Koncem 19. století publikoval v německém tisku články kritizující Badeniho jazyková nařízení. Na konci 90. let 19. století se zapojil i do celostátní politiky. Ve volbách do Říšské rady roku 1897 byl zvolen, a zde zastupoval kurii městskou, obvod Ústí nad Labem, Chabařovice atd. V roce 1897 se profesně uvádí jako univerzitní profesor, bytem na Královských Vinohradech.
Uvádí se jako německý liberál (liberálně a centralisticky orientovaná Německá pokroková strana, odmítající federalistické aspirace neněmeckých etnik). Patřil po dlouhé roky do vedení pokrokové strany a po smrti Adolfa Bachmanna se stal vedoucím stranické kanceláře. Byl rovněž předsedou pražské pobočky organizace Deutscher Schulverein.
Město Ústí nad Labem mu udělilo čestné občanství. Císař mu udělil titul dvorního rady a Řád železné koruny. Zemřel v březnu 1916.